# Willem van Ham

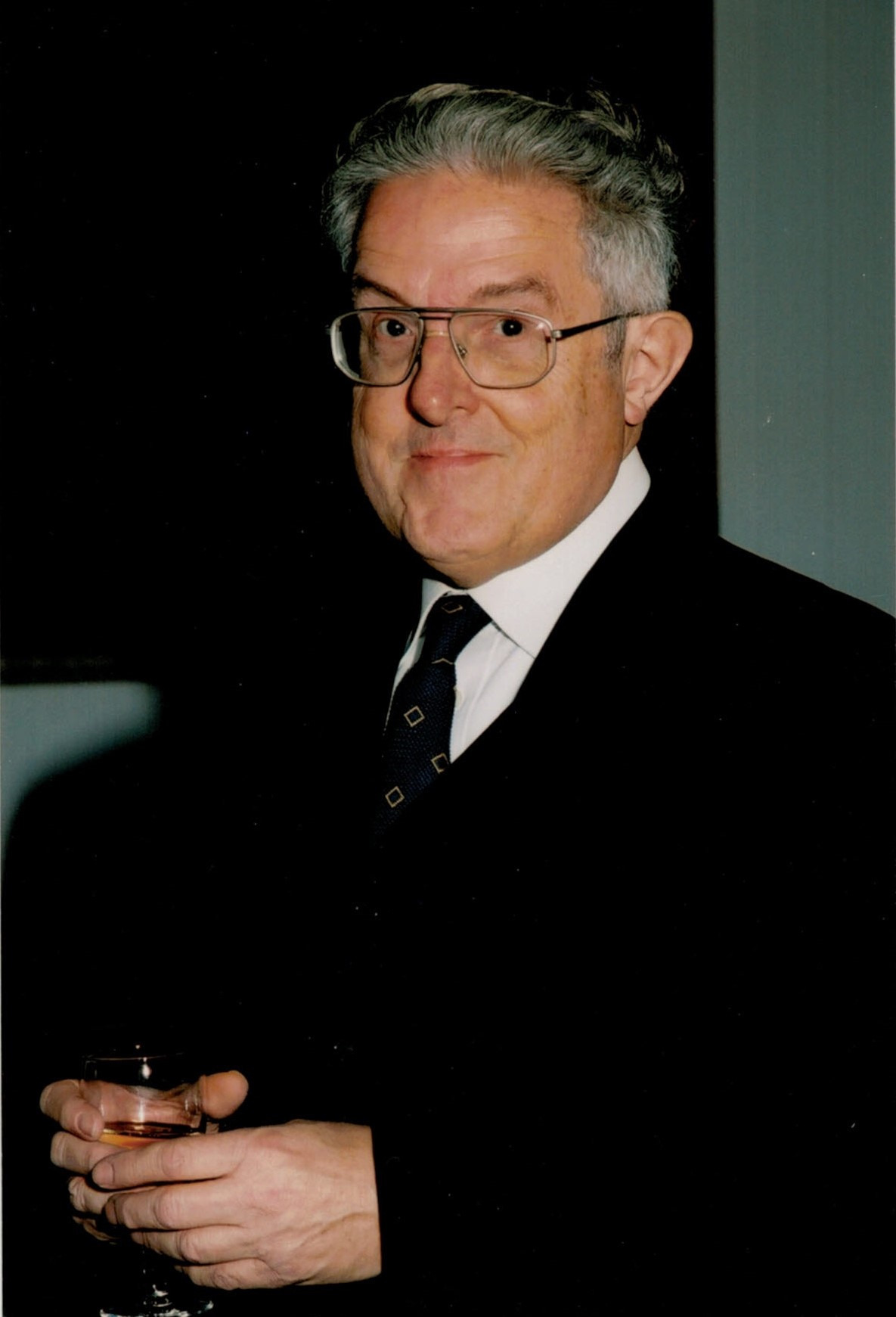
Willem van Ham, 8 december 2003

Wilhelmus Adriaan (Willem) van Ham (Fijnaart, 13 januari 1937 – Oudenbosch, 3 juni 2020) was een Nederlandse archivaris, historicus, vlaggenkundige en heraldicus.

## Biografie
Willem van Ham werd op 13 januari 1937 in Fijnaart geboren als enig kind van Gabriël Leonardus van Ham (1906-1975) en Maria van der Weegen (1899-1971). In 1938 verhuisde het gezin Van Ham naar het kerkdorp De Heen behorend tot de gemeente Steenbergen. Hier bezocht hij de katholieke kleuter- en lagere school. In 1950 verhuisde het gezin Van Ham naar Steenbergen waar hij op de Sint-Gummarusschool op 19 juli 1954 het diploma MULO-A behaalde.
Een maand later werd hij medewerker (klerk/typist) op de secretarieafdeling Algemene Zaken van de gemeente Steenbergen. Via drs. Frans Brekelmans (1917-2012) die sinds 29 april 1953 op dezelfde secretarie als archivaris werkzaam was, kwam Van Ham in contact met de Steenbergse archieven. Voor zover zijn werk het toeliet, assisteerde hij Brekelmans bij diens werkzaamheden als stadsarchivaris. Samen met Brekelmans publiceerde Willem van Ham in 1957 zijn eerste artikel "De vestingwerken van Steenbergen tot 1630", in: De Ghulden Roos 17, pp. 77-96. In 1957 werd Brekelmans benoemd tot archivaris van de stad Breda en werd hij opgevolgd door Albert Delahaye (1915-1987). Laatstgenoemde slaagde er als directeur van het Streekarchief Nassau-Brabant in dat Van Ham in 1964 een gedetacheerd medewerker van genoemd streekarchief werd. Voor die tijd inventariseerde Van Ham polder- en waterschapsarchieven en in 1963 verscheen de inventaris Graaf Hendrikpolder bij Steenbergen van zijn hand.
Voor een loopbaan in het archiefwezen was een opleiding aan de Rijksarchiefschool in Den Haag een vereiste. Omdat zijn MULO-diploma ontoereikend was, behaalde hij in 1964-1965 bij het Nederlands Schriftelijk Studiecentrum in Culemborg certificaten op het niveau van gymnasium alpha voor de vakken Nederlands, Duits, Engels, Frans en Latijn. Vervolgens behaalde hij op 28 juni 1966 het diploma wetenschappelijk archiefambtenaar der tweede klasse, waarmee hij de basis legde voor zijn succesvolle loopbaan als archivaris.
In de zomer van 1965 vernam Willem van Ham dat de stadsarchivaris van Bergen op Zoom, Korneel Slootmans (1900-1992), met pensioen was gegaan. Hij greep deze kans aan om in Bergen op Zoom te gaan werken. Na tien jaar heen en weer gependeld te hebben tussen Steenbergen en Bergen op Zoom, vestigde hij zich op 1 januari 1975 definitief in Bergen op Zoom. Hij werkte tot eind 1987 als assistent van de nieuwe gemeentearchivaris Jan van Mosselveld (1926-2020). Van Mosselveld werd naast zijn functie als gemeentearchivaris in 1968 directeur van Museum Het Markiezenhof. Daardoor kreeg Willem van Ham de leiding over de dagelijkse gang van zaken bij de archiefdienst. In januari 1988 volgde Van Ham Van Mosselveld op als gemeentearchivaris, een functie die hij tot november 1994 vervulde.
In 1994 begon hij als studieopdracht van het gemeentebestuur aan een doctoraalscriptie die uiteindelijk in 2000 uitmondde in het proefschrift Macht en gezag in het Markiezaat. Een politiek-institutionele studie over stad en land van Bergen op Zoom (1477-1583) (Hilversum 2000). Op 14 juni 2000 verdedigde hij zijn proefschrift aan de Katholieke Universiteit in Nijmegen. Zijn promotor was prof. dr. Hugo de Schepper.
Tot een jaar voor zijn dood op 3 juni 2020 in Oudenbosch (gemeente Halderberge), bleef hij onderzoek verrichten en publiceren.
Voor al zijn verdiensten werd hij in 2007 benoemd tot ridder in de Orde van Oranje Nassau.

## Geschiedkundige Kring
In 1968 werd de Geschiedkundige Kring van Stad en Land van Bergen op Zoom opgericht. In de eerste uitgave van het kwartaalblad van de Kring, De Waterschans, schreef Willem van Ham meerdere bijdragen en dat bleef hij zijn hele werkzame leven doen. Jarenlang was hij redactiesecretaris en redacteur.
Naast genoemd blad verscheen een wetenschappelijke reeks Studies uit Bergen op Zoom. Van 1974 tot 1994, was hij redactiesecretaris van deze reeks. Aan meer dan de helft van de Studies werkte hij mee, terwijl Studie 4 Merck toch hoe sterck, bijdragen tot de geschiedenis van de vestingwerken van Bergen op Zoom (1982) volledig van zijn hand was. Voor met name zijn verdiensten op dit gebied kreeg hij als eerste de Sakko-prijs voor Kunsten en Letteren in 1981 toegekend. In 1995 werd Van Ham tijdens de algemene ledenvergadering tot erelid van de Kring benoemd.

## Onderzoeker en publicist
Zijn hele leven wijdde Willem van Ham aan onderzoek en publiceren. Zijn bibliografie omvat tegen de 600 titels waaronder forse publicaties zoals zijn proefschrift. Hij maakte meer dan vijftien becommentarieerde archiefinventarissen waaronder zeer omvangrijke zoals de Inventaris van de archieven van de Raad en Rekenkamer van de Markiezen van Bergen op Zoom (1979, vijf delen) en de Inventaris van de Stadssecretarie van Bergen op Zoom (2000).
Hij was een expert op het gebied van heraldiek en wapenkunde en publiceerde daarover in tal van tijdschriften. Hij was een actief lid van de Noordbrabantse Commissie voor Wapen- en Vlaggenkunde en publiceerde naast allerlei 'Rapporten' met andere commissieleden twee toonaangevende boeken: in 1986 Wapens en vlaggen van Noord-Brabant en in 2003 De Brabantse vlag, geschiedenis en betekenis. Vanwege zijn vele verdiensten op dit onderzoeksterrein werd hij in 2019 erelid van de Nederlandse Vereniging voor Vlaggenkunde, uitgever van het blad Vlag! (voorheen Vexilla Nostra) waarin tal van artikelen van zijn hand verschenen.
Een huzarenstukje leverde hij in 2010 met de door hem bezorgde inleiding en uitvoerig geannoteerde Beknopte historie van de stad Bergen op Zoom / Johan Faure / Een geschiedenisboek uit 1761.
Decennialang ijverde hij voor de uitgave van de Gastelse kaart. In 2018 ging zijn wens in vervulling. Samen met Karel Leenders bracht hij het boek Polders in kaart - Noord-West Brabant 1565-1590 uit waarin de Gastelse Kaart uit 1565 en de Mauritskaart uit 1590 centraal stonden, niet alleen in tekst maar ook in beeld.
Postuum verscheen zijn artikel "Goed en geld, geld en goed. Jan IV van Bergen als domeinheer" in: B. van Eekelen en J. Spijkers (eindred.), Jan IV van Bergen 1528-1567. Leven en nalatenschap van een (on)fortuinlijk markies (Hilversum 2020), pp. 164-220.
Uit zijn omvangrijke bibliografie blijkt dat hij Bergen op Zoom, het markiezaat, de provincie Noord-Brabant en noordelijk België tot zijn belangrijkste onderzoeksgebieden had.

## Herdenkingsboek
Na zijn overlijden op 3 juni 2020 werd het initiatief genomen een herdenkingsboek uit te brengen. Aan dat boek met de titel Willem van Ham. Zijn leven, zijn werk, zijn levenswerk werkten 33 auteurs mee. Hun bijdragen hebben betrekking op de onderzoeksgebieden van Willem van Ham en zijn ofwel nieuw onderzoek, ofwel een voortzetting van diens onderzoek, ofwel postuum in vervulling gegane wensen van Van Ham. In dit herdenkingsboek komen ook de verschillende facetten van hem als mens naar voren.
Het eerste exemplaar van dit boek werd op zijn eerste sterfdag, 3 juni 2021, overhandigd aan de commissaris van de Koning van de provincie Noord-Brabant, mevrouw Ina Adema.
- Bibliothèque nationale de France: cb14609928s (data)
- Gemeinsame Normdatei: 172123313
- International Standard Name Identifier: 0000 0000 2485 4482
- Library of Congress Control Number: n85264278
- Nederlandse Thesaurus van Auteursnamen: 069599092
- Virtual International Authority File: 39628397